# 칠곡호국평화기념관
칠곡호국평화기념관은 경상북도 칠곡군에 있는 공립 역사 박물관이다.

## 연혁
- 2015년 10월 15일 개관.